# 水素の同位体

左から軽水素、重水素、三重水素の記号および原子図。

水素（H、標準原子量: 1.008）には天然に1H、2Hおよび3Hの3つの同位体がある。その他には非常に不安定な核種（4Hから7H）が実験室で合成されているが、天然には全く存在しない。
水素は今日ではその同位体に特殊な名前が使われている唯一の元素である（放射線の研究の初期には、放射性同位体に様々な名前が与えられてきた〔en:List of elements by symbol#Symbols for named isotopes〕。しかし、そのような名前は今日ではめったに使われない）。元素記号DとT（2Hと3Hの代替）が重水素と三重水素に対して用いられることがある。IUPACはこれらの記号を慣用として記載しているが推奨はしていない。

## 水素1（軽水素）

水素1、最も一般的な水素の同位体で1つの陽子と1つの電子からなる。全ての安定な同位体の中で唯一、中性子を含まない（なぜ他に存在しないかについてはジプロトン（ヘリウム2）の議論を参照）。

1Hは自然界に最も多く存在する水素の同位体で、その存在度は99%以上である。この同位体は、重水素や三重水素などと対比して、しばしば軽水素と呼ばれる。原子核が陽子（プロトン）1つのみで構成されていることから、プロチウム (protium) とも呼ばれるが、この名前はめったに使用されない。

## 水素2（重水素）
2Hは水素のもう1つの安定同位体であり、重水素（デューテリウム、deuterium）という名前で知られている。重水素の原子核は1つの陽子と1つの中性子からなる。地球上での重水素の存在比は0.0026 – 0.0184%（モル分率または原子分率）である。小さいほうの数字は水素ガスをサンプルとした場合であり、大きいほうの数字は海水の数字である。重水素は放射性ではない。また猛毒ではないものの、水として多量に摂取すると代謝に不具合を生じる。分子中に重水素を多量に含む水は重水と呼ばれる。重水素とその化合物は非放射性の同位体標識として化学実験に使われるほか、1H-NMR分析の溶媒にも用いられる。重水は中性子の減速材や原子炉の冷却水として用いられる。重水素は商業用核融合の燃料としても期待されている。

## 水素3（三重水素）
3Hは三重水素（トリチウム、tritium）という名前で知られ、原子核中に1つの陽子と2つの中性子を有する。放射性同位体であり、半減期12.32年でベータ崩壊を起こしヘリウム3を生成する。自然界にも少量の三重水素が存在するが、これは宇宙線と大気の相互作用によるものである。三重水素は核実験によっても放出される。三重水素は熱核融合兵器、同位体地球化学のトレーサー、自己発光装置のエネルギー源などに使われる。三重水素はかつては化学や生物学の実験で放射性標識として使われていた（今では使われることは稀になっている）。D-T核融合では三重水素と重水素が主な反応物として使われる。

## 水素4（四重水素）
4Hは非常に不安定な水素の放射性同位体である。核は1つの陽子と3つの中性子からなる。水素4は三重水素に高速の重陽子を衝突させることで合成された。この実験では、三重水素の核が高速重陽子の中性子を捕まえている。水素4の存在は放出された陽子から推測された。水素4の原子量は4.02781 ± 0.00011である。水素4は半減期(1.39 ± 0.10) × 10−22秒で中性子放出によって崩壊する。

## 水素5（五重水素）
5Hは非常に不安定な水素の放射性同位体である。核は1つの陽子と4つの中性子からなる。水素5は2001年にロシア、日本、フランスの科学者のチームによって理化学研究所のRIビーム科学研究室で最初に合成された。高速の6Heを1Hに照射し、衝突時に放出される陽子2つのエネルギーと放出角度を観測することで水素5が生成していることが推測された。放出陽子の検出には、RIビームサイクロトロンのターゲットの後方に設置された何層もの検出器を有する装置、「理研テレスコープ」が使われている。2002年には別のチームが三重水素に三重水素を衝突させる方法でも合成に成功している。この実験では、衝突時に放出される陽子1つから水素5の存在が推測された。水素5は少なくとも半減期9.1 × 10−22秒で2つの中性子放出を起こし崩壊する。

## 水素6（六重水素）
6Hは半減期3×10−22秒で3つの中性子放出を起こし崩壊し、三重水素となる。水素6の原子核は1つの陽子と5つの中性子からなる。7Liから生産される。
{\displaystyle {\ce {_3^7Li + _3^7Li -> _1^6H + _5^8B}}}

## 水素7（七重水素）
7H の核は1つの陽子と6つの中性子からなる。水素7は2003年にロシア、日本、フランスの科学者チームによって理化学研究所のRIビーム科学研究室で最初に合成された。合成は1Hのターゲットに高速の8Heを衝突させることで行われた。衝突時に放出される陽子2個が「理研テレスコープ」によって検出され、残りの陽子1個と中性子6個が7Hを形成していることが推測された。その後ほかのグループにより、8Heビームを 12C に照射して 7H を観測したという報告、9Be や 11B 核にπ中間子を反応させて 7H を観測したという報告がなされている。

## 水素8（八重水素）
8Hの核は1つの陽子と7つの中性子からなる。現在これ以降の重水素は合成されていない。四重水素以降の重水素は陽子に対し中性子の量が過剰すぎるために、非常に不安定である。そのため、一瞬のうちに中性子を放出し、中性子数がより少ない軽い水素へと崩壊する中性子放出を起こす。現在、アメリカや日本、ヨーロッパなどで合成が試みられている。

## 水素様異種原子

### ポジトロニウム (Ps または e+e-)
ポジトロニウムは陽電子（電子の反粒子で正電荷を持つ）と電子からなる異種原子である。対消滅により、2つかそれ以上のガンマ粒子に崩壊する。

### ミューオニウム (Mu または µ+e-)
ミューオニウムは正ミューオンと電子からなる異種原子であり、記号Muまたはµ+e−で表記される。ミュー粒子の寿命 2 µs の間に、ミューオニウムは塩化ミューオニウム (MuCl) やナトリウムミューオニド (NaMu) といった化合物を作ることができる。

### 反水素 (H)
反水素は、陽電子と反陽子からなる原子であり、水素の反物質である。記号はHと、通常のHに反物質であることを示す線を上に引く。反水素の同位体として1Hのほかに、反重水素(D又は2H)と反三重水素(T又は3H)がそれぞれ合成されている。

## 一覧
| 同位体 核種 | Z(p) | N(n) | 同位体質量 (u)    | 半減期                        | 核スピン | 天然存在比 (モル分率) | 天然存在比の範囲 (モル分率) |
| ----------- | ---- | ---- | ----------------- | ----------------------------- | -------- | --------------------- | --------------------------- |
| 1H          | 1    | 0    | 1.00782503207(10) | STABLE [>2.8×1023 a]          | 1/2+     | 0.999885(70)          | 0.999816-0.999974           |
| 2H          | 1    | 1    | 2.0141017778(4)   | STABLE                        | 1+       | 0.000115(70)          | 0.000026-0.000184           |
| 3H          | 1    | 2    | 3.0160492777(25)  | 12.32(2) a                    | 1/2+     |                       |                             |
| 4H          | 1    | 3    | 4.02781(11)       | 1.39(10)×10-22 s [4.6(9) MeV] | 2-       |                       |                             |
| 5H          | 1    | 4    | 5.03531(11)       | >9.1×10-22 s ?                | (1/2+)   |                       |                             |
| 6H          | 1    | 5    | 6.04494(28)       | 2.90(70)×10-22 s [1.6(4) MeV] | 2-#      |                       |                             |
| 7H          | 1    | 6    | 7.05275(108)#     | 2.3(6)×10-23# s [20(5)# MeV]  | 1/2+#    |                       |                             |

### 注
- 天然存在比は水における値である。
- 同位体存在比と原子量は変動するので値の正確さには限界がある。与えられている範囲は全ての標準的な地球上の物質に適用できる。
- 市販の物質については同位体比が不開示であったり、故意でなく同位体比が変わっている場合があり、標準の原子量や存在比から有意に外れている場合がある。
- 市販の水素ガスの中には2Hの存在比がモル分率で3.2×10-5まで低いものも存在する。
- #をつけた値は純粋に実験値から得られたデータではなく、少なくとも一部は系統的傾向からの計算値を含んでいる。根拠の弱い核スピンについてはかっこで括っている。
- 数字の最後のかっこ書きはその数字の不確かさを表す。不確かさの値は同位体の存在比と標準原子量についてはIUPACの公表する拡張不確かさを、それ以外については標準偏差を記載している。